# João Marinho Neto
João Marinho Neto (* 5. Oktober 1912 in Maranguape, Ceará) ist ein brasilianischer Supercentenarian. Er ist seit dem 25. November 2024 der älteste lebende Mann der Welt.

## Leben
João Marinho Neto wuchs gemeinsam mit mehreren Geschwistern in eher ärmlichen Verhältnissen auf einem Bauernhof in Maranguape auf. Nach seinem Schulabschluss absolvierte er ab Ende der 1920er-Jahre eine Ausbildung in der Landwirtschaft. Er war bis zu seiner Pensionierung Ende der 1970er-Jahre als Landwirt tätig. Ende der 1930er-Jahre heiratete er die Landwirtin Josefa Albano dos Santos (1920–1994). Aus der Ehe gingen fünf Söhne und drei Töchter hervor. Mit seiner Familie wohnte er später in Apuiarés, wo er auch heute noch lebt. Zwei seiner Kinder sind bereits verstorben. Er hat insgesamt 22 Enkel, 15 Urenkel und drei Ururenkel.

## Altersrekorde
João Marinho Neto ist seit dem Tod von Juan Vicente Pérez Mora am 2. April 2024 der älteste in Südamerika lebende Mann. 
Seit dem Tod von John Tinniswood, der am 25. November 2024 im Alter von 112 Jahren starb, ist João Marinho Neto der älteste lebende Mann der Welt.
Er ist heute 112 Jahre und 197 Tage alt.